# Championnat du monde de Formule 1 1995
Navigation
1994 1996

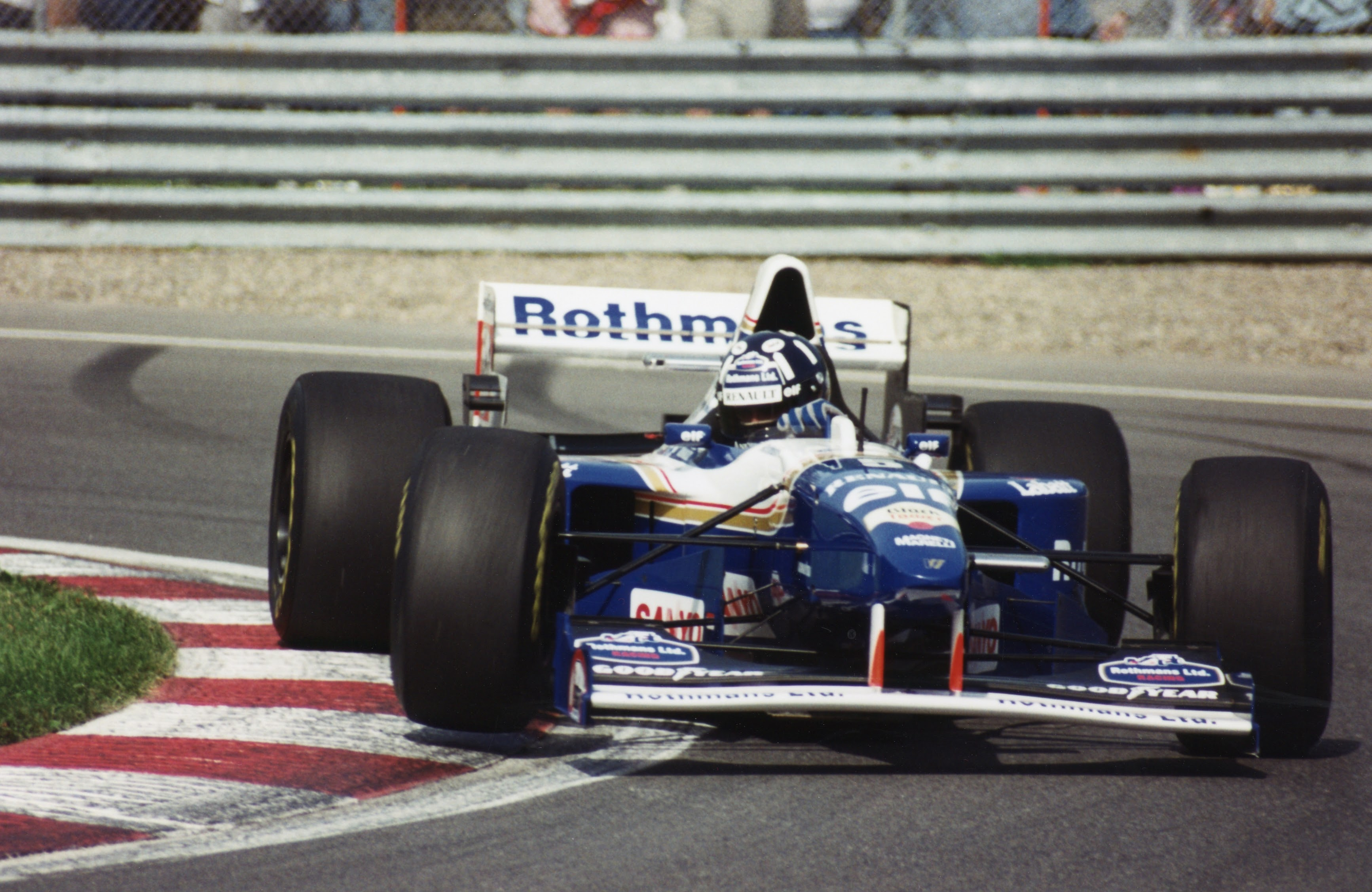
Damon Hill au Grand Prix du Canada 1995.

Le championnat du monde de Formule 1 1995 est remporté par l'Allemand Michael Schumacher sur une Benetton-Renault. Benetton remporte le championnat du monde des constructeurs.
La saison se résume à un duel pour le titre entre Damon Hill sur Williams-Renault, et Michael Schumacher, champion du monde en titre dont la Benetton est désormais propulsée par le même moteur V10 atmosphérique français. Il est pimenté par leurs coéquipiers respectifs, David Coulthard et Johnny Herbert et par Jean Alesi qui remporte la seule victoire de sa carrière au volant de sa Ferrari lors du Grand Prix du Canada à Montréal. 
En obtenant sa huitième victoire de la saison, le 22 octobre sur le circuit d'Aida, lors du Grand Prix du Pacifique, Schumacher remporte son deuxième titre consécutif alors qu'il reste encore deux courses à disputer. Il égale par la suite le record de neuf victoires en une saison de Nigel Mansell en s'imposant à Suzuka. Hill gagne pour sa part quatre courses, dont la dernière à Adelaïde. À l'issue de la saison, Schumacher quitte Benetton et emmène avec lui son no 1 pour l'arborer en 1996 sur le museau d'une Ferrari.

## Repères

### Pilotes
Débuts en tant que pilote-titulaire : 
- Pedro Diniz chez Forti.
- Jan Magnussen chez McLaren pour le Grand Prix du Pacifique pour suppléer Mika Häkkinen malade.
- Max Papis chez Arrows à partir du Grand Prix de Grande-Bretagne jusqu'au Grand Prix d'Europe en remplacement de Gianni Morbidelli.
- Jean-Christophe Boullion chez Sauber pour le Grand Prix de Monaco jusqu'au Grand Prix du Pacifique pour remplacer Karl Wendlinger blessé.
- Giovanni Lavaggi chez Pacific du Grand Prix d'Allemagne au Grand Prix d'Italie pour suppléer Bertrand Gachot. Il perdra son volant au profit de Jean-Denis Delétraz.
- Christophe Bouchut chez Larrousse mais l'écurie se retira du championnat lors du GP de Saint-Marin.

 Transferts : 
- Mika Salo quitte Lotus pour Tyrrell.
- Mark Blundell quitte Tyrrell pour McLaren.
- Taki Inoue quitte Simtek pour Arrows.
- Jos Verstappen quitte Benetton pour Simtek.
- Jean-Denis Delétraz quitte Larrousse pour Pacific.
- Andrea Montermini quitte Simtek pour Pacific.
- Pedro Lamy quitte Lotus pour Minardi.
- Aguri Suzuki quitte Jordan pour Ligier.
- Martin Brundle quitte McLaren pour Ligier.
- Hideki Noda quitte Larrousse pour devenir le pilote de réserve de Simtek.

 Retraits : 
- Ayrton Senna (triple champion du monde en 1988, 1990 et 1991, 161 GP, 80 podiums, 41 victoires et 614 points entre 1984 et 1994) décédé lors du Grand Prix de Saint-Marin.
- Roland Ratzenberger (1 GP en 1994) décédé lors des essais du Grand Prix de Saint-Marin.
- Jyrki Järvilehto (62 GP et 10 points entre 1989 et 1994).
- Philippe Alliot (109 GP et 7 points entre 1984 et 1994).
- Christian Fittipaldi (40 GP et 12 points entre 1992 et 1994).
- Philippe Adams (2 GP en 1994).
- Andrea De Cesaris (208 GP, 1 pole position, 5 podiums et 59 points entre 1980 et 1994).
- Olivier Beretta (9 GP en 1994).
- Yannick Dalmas (24 GP entre 1987 et 1994).
- Erik Comas (59 GP et 7 points entre 1991 et 1994).
- Michele Alboreto (194 GP, 2 pole positions, 23 podiums, 5 victoires et 186,5 points entre 1981 et 1994).
- David Brabham (24 GP entre 1990 et 1994).
- Jean-Marc Gounon (7 GP en 1993 et 1994).

 Retours : 
- Roberto Moreno (25 GP, 1 podium et 15 points entre 1982 et 1992) chez Forti.
- Gabriele Tarquini (37 GP et 1 point entre 1987 et 1992) chez Tyrrell pour le Grand Prix d'Europe pour suppléer Ukyo Katayama blessé.
- Éric Bernard (45 GP, 1 podium et 10 points entre 1989 et 1994) chez Larrousse mais l'écurie se retira lors du GP de Saint-Marin.

 Transfert en cours de saison : 
- Jean-Christophe Boullion transféré de pilote d'essais de Williams à titulaire chez Sauber en remplacement de Karl Wendlinger.

 Retours en cours de saison : 
- Nigel Mansell chez McLaren pour les Grands Prix de Saint-Marin et d'Espagne à la place de Mark Blundell.
- Jean-Denis Delétraz chez Pacific pour les Grands du Portugal et d'Europe en remplacement de Giovanni Lavaggi.
- Pedro Lamy chez Minardi à partir du Grand Prix de Hongrie à la place de Pierluigi Martini.
- Martin Brundle chez Ligier. Lui et Aguri Suzuki se partageront la place pendant tout le championnat (Brundle 11 courses et Suzuki 6).

### Écuries
- L'écurie Lotus se retire du championnat.
- L'écurie Larrousse se retire définitivement du championnat après une dernière tentative d'apparition pour le GP de Saint-Marin.
- L'écurie Forti accède au championnat.
- Fournitures de moteurs Renault pour l'écurie Benetton.
- Fournitures de moteurs Mercedes pour l'écurie McLaren.
- Fournitures de moteurs Hart pour l'écurie Arrows.
- Fournitures de moteurs Peugeot pour l'écurie Jordan.
- Fournitures de moteurs Ford pour les écuries Pacific, Forti et Sauber.
- Fournitures de moteurs Mugen-Honda pour l'écurie Ligier.

### Circuits
- Le Grand Prix d'Europe se déroulera au Nürburgring au lieu de Jerez.
- Apparition du Grand Prix d'Argentine qui a lieu à Buenos Aires au début du calendrier.
- Le Grand Prix du Pacifique a eu lieu en octobre à la place de début avril.

## Règlement sportif: les points principaux
- L'attribution des points s'effectue selon le barème 10, 6, 4, 3, 2, 1.
- Tous les résultats comptent.
- Chaque Grand Prix a une distance prévue de 305 km (plus la fin du dernier tour), mais ne doit pas excéder 2 heures en temps. (Exception : GP de Monaco prévu pour 260 km environ).
- Les préqualifications sont réservées à toutes les monoplaces les moins bien classées lors du championnat précédent puis lors du demi-championnat en cours. La séance de préqualifications se déroule le vendredi matin de 8h00 à 9h00. Les pilotes titulaires des quatre meilleurs temps de la séance peuvent prendre part aux essais qualificatifs aux côtés des 24 monoplaces préqualifiées de droit. Ainsi, 30 monoplaces au maximum sont autorisées à poursuivre le déroulement du Grand Prix.
- Horaires des essais : vendredi matin de 09h30 à 10h15 et de 10h30 à 11h15 : essais libres (30 monoplaces maxi).
- Horaires des essais : vendredi après-midi de 13h00 à 13h45 : première séance d'essais qualificatifs (30 monoplaces maxi).
- Horaires des essais : samedi matin de 09h30 à 10h15 et de 10h30 à 11h15 : essais libres (30 monoplaces maxi).
- Horaires des essais : samedi après-midi de 13h00 à 13h45 : seconde séance d'essais qualificatifs (30 monoplaces maxi).
- À l'issue des deux séances de qualifications, les 26 monoplaces ayant réalisé les meilleurs temps sont qualifiées pour la course.
- Une séance d'essai de roulage en configuration de course (warm-up) est organisée le dimanche matin, de 10h00 à 10h30.
- Un second warm-up d'un quart d'heure peut être organisé si les conditions météorologiques prévues pour la course changent drastiquement par rapport aux conditions rencontrées lors du premier warm-up.

## Règlement technique: les nouveautés
- Moteur atmosphérique V12 maximum de 3 000 cm³ de cylindrée.
- Prise d'air du capot moteur échancrée pour diminuer l'admission.
- Hauteur du capot moteur limitée à 95 cm à partir du fond plat.
- Aileron arrière abaissé de 13 cm, soit une hauteur maximale de 80 cm par rapport à la coque.
- Autorisation des ailerons-sabots situé en avant de l'axe des roues arrière.
- Interdiction de l'aileron inférieur situé vers la base du mât central, sous l'aileron principal arrière.
- Aileron avant ne devant plus dépasser 25 cm de hauteur par rapport au fond de la coque.
- Pontons latéraux rehaussés de 5 cm par rapport au fond de la coque.
- Patin en bois (jabroc) obligatoire de 10 mm fixé sous le fond plat.
- Longueur de la coque située en avant de l'axe des roues avant portée à 30 cm (contre 15 cm).
- Poids de la monoplace porté à 595 kg, pilote compris.
- Suspensions renforcées pour éviter qu'un bras ne puisse heurter le pilote.
- Réservoir de carburant de capacité libre (et non plus limitée à 200 l) et ravitaillements en courses autorisés.
- Cockpit de dimensions permettant au pilote de s'extraire de la monoplace en cinq secondes sans démonter le volant (60 cm de largeur sur au moins 30 cm de longueur et 65 cm de longueur entre le tableau de bord et le dossier du pilote).
- Appuie-tête de 75 mm d'épaisseur et de 400 cm² de surface.
- Nouvelles structures de protections déformables intégrées à la coque autour du cockpit.

## Pilotes et monoplaces
| Écurie                      | Constructeur | Châssis                | Moteur                     | Pneus | no | Pilotes                  | Pilotes d'essais et de réserve                                          |
| --------------------------- | ------------ | ---------------------- | -------------------------- | ----- | -- | ------------------------ | ----------------------------------------------------------------------- |
| Mild Seven Benetton Renault | Benetton     | B195                   | Renault RS7 3.0 V10        | G     | 1  | Michael Schumacher       | Emmanuel Collard Jos Verstappen                                         |
| Mild Seven Benetton Renault | Benetton     | B195                   | Renault RS7 3.0 V10        | G     | 2  | Johnny Herbert           | Emmanuel Collard Jos Verstappen                                         |
| Nokia Tyrrell Yamaha        | Tyrrell      | 023                    | Yamaha OX 10 C 3.0 V10     | G     | 3  | Ukyo Katayama            | Gabriele Tarquini Pedro Lamy Emmanuel Collard                           |
| Nokia Tyrrell Yamaha        | Tyrrell      | 023                    | Yamaha OX 10 C 3.0 V10     | G     | 3  | Gabriele Tarquini        | Gabriele Tarquini Pedro Lamy Emmanuel Collard                           |
| Nokia Tyrrell Yamaha        | Tyrrell      | 023                    | Yamaha OX 10 C 3.0 V10     | G     | 4  | Mika Salo                | Gabriele Tarquini Pedro Lamy Emmanuel Collard                           |
| Rothmans Williams Renault   | Williams     | FW17 FW17B             | Renault RS7 3.0 V10        | G     | 5  | Damon Hill               | Jean-Christophe Boullion Guy Smith Jacques Villeneuve Mauricio Gugelmin |
| Rothmans Williams Renault   | Williams     | FW17 FW17B             | Renault RS7 3.0 V10        | G     | 6  | David Coulthard          | Jean-Christophe Boullion Guy Smith Jacques Villeneuve Mauricio Gugelmin |
| Marlboro McLaren Mercedes   | McLaren      | MP4/10 MP4/10B MP4/10C | Mercedes FO 110 3.0 V10    | G     | 7  | Mark Blundell            | Jan Magnussen Ralph Firman Alain Prost                                  |
| Marlboro McLaren Mercedes   | McLaren      | MP4/10 MP4/10B MP4/10C | Mercedes FO 110 3.0 V10    | G     | 7  | Nigel Mansell            | Jan Magnussen Ralph Firman Alain Prost                                  |
| Marlboro McLaren Mercedes   | McLaren      | MP4/10 MP4/10B MP4/10C | Mercedes FO 110 3.0 V10    | G     | 8  | Mika Häkkinen            | Jan Magnussen Ralph Firman Alain Prost                                  |
| Marlboro McLaren Mercedes   | McLaren      | MP4/10 MP4/10B MP4/10C | Mercedes FO 110 3.0 V10    | G     | 8  | Jan Magnussen            | Jan Magnussen Ralph Firman Alain Prost                                  |
| Footwork Hart               | Arrows       | FA16                   | Hart 830 3.0 V8            | G     | 9  | Max Papis                | n/a                                                                     |
| Footwork Hart               | Arrows       | FA16                   | Hart 830 3.0 V8            | G     | 9  | Gianni Morbidelli        | n/a                                                                     |
| Footwork Hart               | Arrows       | FA16                   | Hart 830 3.0 V8            | G     | 10 | Taki Inoue               | n/a                                                                     |
| MTV Simtek Ford             | Simtek       | S951                   | Ford EDB 3.0 V8            | G     | 11 | Domenico Schiattarella   | Hideki Noda                                                             |
| MTV Simtek Ford             | Simtek       | S951                   | Ford EDB 3.0 V8            | G     | 12 | Jos Verstappen           | Hideki Noda                                                             |
| Total Jordan Peugeot        | Jordan       | 195                    | Peugeot A10 3.0 V10        | G     | 14 | Rubens Barrichello       | Laurent Aïello                                                          |
| Total Jordan Peugeot        | Jordan       | 195                    | Peugeot A10 3.0 V10        | G     | 15 | Eddie Irvine             | Laurent Aïello                                                          |
| Pacific Grand Prix Ltd      | Pacific      | PR02                   | Ford EDC 3.0 V8            | G     | 16 | Bertrand Gachot          | Oliver Gavin Paul Belmondo Katsumi Yamamoto                             |
| Pacific Grand Prix Ltd      | Pacific      | PR02                   | Ford EDC 3.0 V8            | G     | 16 | Giovanni Lavaggi         | Oliver Gavin Paul Belmondo Katsumi Yamamoto                             |
| Pacific Grand Prix Ltd      | Pacific      | PR02                   | Ford EDC 3.0 V8            | G     | 16 | Jean-Denis Delétraz      | Oliver Gavin Paul Belmondo Katsumi Yamamoto                             |
| Pacific Grand Prix Ltd      | Pacific      | PR02                   | Ford EDC 3.0 V8            | G     | 17 | Andrea Montermini        | Oliver Gavin Paul Belmondo Katsumi Yamamoto                             |
| Équipe Larrousse            | Larrousse    | LH95                   | Ford DFV V8                | G     | 19 | Christophe Bouchut       | n/a                                                                     |
| Équipe Larrousse            | Larrousse    | LH95                   | Ford DFV V8                | G     | 20 | Éric Bernard             | n/a                                                                     |
| Parmalat Forti Ford         | Forti        | FG01-95                | Ford EDD 3.0 V8            | G     | 21 | Pedro Diniz              | n/a                                                                     |
| Parmalat Forti Ford         | Forti        | FG01-95                | Ford EDD 3.0 V8            | G     | 22 | Roberto Moreno           | n/a                                                                     |
| Minardi Scuderia Italia     | Minardi      | M195                   | Ford EDM 3.0 V8            | G     | 23 | Pierluigi Martini        | Giancarlo Fisichella Thomas Biagi Danilo Rossi                          |
| Minardi Scuderia Italia     | Minardi      | M195                   | Ford EDM 3.0 V8            | G     | 23 | Pedro Lamy               | Giancarlo Fisichella Thomas Biagi Danilo Rossi                          |
| Minardi Scuderia Italia     | Minardi      | M195                   | Ford EDM 3.0 V8            | G     | 24 | Luca Badoer              | Giancarlo Fisichella Thomas Biagi Danilo Rossi                          |
| Ligier Gitanes Blondes      | Ligier       | JS41                   | Mugen-Honda MF-301 3.0 V10 | G     | 25 | Aguri Suzuki             | Franck Lagorce Jérémie Dufour Emmanuel Clérico                          |
| Ligier Gitanes Blondes      | Ligier       | JS41                   | Mugen-Honda MF-301 3.0 V10 | G     | 25 | Martin Brundle           | Franck Lagorce Jérémie Dufour Emmanuel Clérico                          |
| Ligier Gitanes Blondes      | Ligier       | JS41                   | Mugen-Honda MF-301 3.0 V10 | G     | 26 | Olivier Panis            | Franck Lagorce Jérémie Dufour Emmanuel Clérico                          |
| Scuderia Ferrari            | Ferrari      | 412 T2                 | Ferrari 044/1 3.0 V12      | G     | 27 | Jean Alesi               | Nicola Larini                                                           |
| Scuderia Ferrari            | Ferrari      | 412 T2                 | Ferrari 044/1 3.0 V12      | G     | 28 | Gerhard Berger           | Nicola Larini                                                           |
| Red Bull Sauber Ford        | Sauber       | C14                    | Ford ECA Zetec-R 3.0 V8    | G     | 29 | Karl Wendlinger          | Norberto Fontana                                                        |
| Red Bull Sauber Ford        | Sauber       | C14                    | Ford ECA Zetec-R 3.0 V8    | G     | 29 | Jean-Christophe Boullion | Norberto Fontana                                                        |
| Red Bull Sauber Ford        | Sauber       | C14                    | Ford ECA Zetec-R 3.0 V8    | G     | 30 | Heinz-Harald Frentzen    | Norberto Fontana                                                        |

## Grands Prix de la saison 1995
| no  | Date         | Grand Prix                    | Lieu              | Vainqueur          | Écurie           | Pole position      | Record du tour     | Résumé |
| --- | ------------ | ----------------------------- | ----------------- | ------------------ | ---------------- | ------------------ | ------------------ | ------ |
| 565 | 26 mars      | Grand Prix du Brésil          | Interlagos        | Michael Schumacher | Benetton-Renault | Damon Hill         | Michael Schumacher | Résumé |
| 566 | 9 avril      | Grand Prix d'Argentine        | Buenos Aires      | Damon Hill         | Williams-Renault | David Coulthard    | Michael Schumacher | Résumé |
| 567 | 30 avril     | Grand Prix de Saint-Marin     | Imola             | Damon Hill         | Williams-Renault | Michael Schumacher | Gerhard Berger     | Résumé |
| 568 | 14 mai       | Grand Prix d'Espagne          | Barcelone         | Michael Schumacher | Benetton-Renault | Michael Schumacher | Damon Hill         | Résumé |
| 569 | 28 mai       | Grand Prix de Monaco          | Monaco            | Michael Schumacher | Benetton-Renault | Damon Hill         | Jean Alesi         | Résumé |
| 570 | 11 juin      | Grand Prix du Canada          | Montréal          | Jean Alesi         | Ferrari          | Michael Schumacher | Michael Schumacher | Résumé |
| 571 | 2 juillet    | Grand Prix de France          | Magny-Cours       | Michael Schumacher | Benetton-Renault | Damon Hill         | Michael Schumacher | Résumé |
| 572 | 16 juillet   | Grand Prix de Grande-Bretagne | Silverstone       | Johnny Herbert     | Benetton-Renault | Damon Hill         | Damon Hill         | Résumé |
| 573 | 30 juillet   | Grand Prix d'Allemagne        | Hockenheim        | Michael Schumacher | Benetton-Renault | Damon Hill         | Michael Schumacher | Résumé |
| 574 | 13 août      | Grand Prix de Hongrie         | Budapest          | Damon Hill         | Williams-Renault | Damon Hill         | Damon Hill         | Résumé |
| 575 | 27 août      | Grand Prix de Belgique        | Spa-Francorchamps | Michael Schumacher | Benetton-Renault | Gerhard Berger     | David Coulthard    | Résumé |
| 576 | 10 septembre | Grand Prix d'Italie           | Monza             | Johnny Herbert     | Benetton-Renault | David Coulthard    | Gerhard Berger     | Résumé |
| 577 | 24 septembre | Grand Prix du Portugal        | Estoril           | David Coulthard    | Williams-Renault | David Coulthard    | David Coulthard    | Résumé |
| 578 | 1er octobre  | Grand Prix d'Europe           | Nürburgring       | Michael Schumacher | Benetton-Renault | David Coulthard    | Michael Schumacher | Résumé |
| 579 | 22 octobre   | Grand Prix du Pacifique       | Aida              | Michael Schumacher | Benetton-Renault | David Coulthard    | Michael Schumacher | Résumé |
| 580 | 29 octobre   | Grand Prix du Japon           | Suzuka            | Michael Schumacher | Benetton-Renault | Michael Schumacher | Michael Schumacher | Résumé |
| 581 | 12 novembre  | Grand Prix d'Australie        | Adelaide          | Damon Hill         | Williams-Renault | Damon Hill         | Damon Hill         | Résumé |

## Résumé du championnat du monde 1995
Pour cette saison 1995, priorité a été donnée à la sécurité. Les mesures prises courant 1994 sont complétées, par exemple par la réduction de la cylindrée des moteurs (de 3,5 à 3 litres). Comme l'an passé, Michael Schumacher et Damon Hill devraient s'affronter pour le titre.
Au cours de la première course, Damon Hill, alors en tête, est victime d'un problème mécanique, et Schumacher s'impose devant David Coulthard. Les deux hommes seront un temps disqualifiés pour cause d'essence non conforme, mais la FIA les blanchira. Pour le retour de la F1 en Argentine, Hill prend sa revanche et s'impose. Il récidivera à Imola, alors que Schumacher est violemment sorti de la piste alors qu'elle s'asséchait. À Barcelone, les Benetton de Schumacher et Johnny Herbert triomphent, et à Monaco, l'Allemand profite des ravitaillements pour passer devant l'Anglais et s'imposer. À Montréal, Jean Alesi remporte sa seule victoire, profitant des soucis techniques des favoris. À Magny-Cours, Schumacher devance Hill, mais à Silverstone, les deux hommes s'accrochent et Herbert en profite pour remporter sa première victoire.
À Hockenheim, Schumacher remporte sa première victoire à domicile, profitant de la sortie de Hill dans le premier tour. L'Anglais fait un cavalier seul en Hongrie, alors que Schumacher est victime de son moteur. En Belgique, l'Allemand s'impose en partant seizième sur la grille. Il a profité de la pluie et du safety car pour passer devant Hill au terme d'un duel époustouflant. En Italie, Schumacher et Hill s'accrochent à nouveau, Alesi est victime d'incidents mécaniques, Coulthard se sort dans le tour de formation, et Herbert s'impose à nouveau. Au Portugal, Coulthard remporte lui aussi sa première victoire. Pour le retour de la Formule 1 au Nürburgring, Schumacher s'impose au terme d'une course rendue piégeuse par la pluie. Hill est sorti, et Alesi ne peut résister au retour de l'Allemand en fin de course. 
À Aïda, Schumacher est sacré champion 1995 après sa victoire devant Coulthard. Il fait de même à Suzuka sous la pluie. À Adelaïde, Hill profite de l'accrochage Schumacher-Alesi et de la sortie de Coulthard pour remporter sa quatrième victoire de la saison.

## Classement des pilotes
| Classement | Pilote                   | Points | BRA | ARG | SMA | ESP | MON | CAN | FRA | GBR | ALL | HUN | BEL | ITA | POR | EUR | PAC | JAP | AUS |
| ---------- | ------------------------ | ------ | --- | --- | --- | --- | --- | --- | --- | --- | --- | --- | --- | --- | --- | --- | --- | --- | --- |
| Champion   | Michael Schumacher       | 102    | 10  | 4   | -   | 10  | 10  | 2   | 10  | -   | 10  | -   | 10  | -   | 6   | 10  | 10  | 10  | -   |
| 2e         | Damon Hill               | 69     | -   | 10  | 10  | 3   | 6   | -   | 6   | -   | -   | 10  | 6   | -   | 4   | -   | 4   | -   | 10  |
| 3e         | David Coulthard          | 49     | 6   | -   | 3   | -   | -   | -   | 4   | 4   | 6   | 6   | -   | -   | 10  | 4   | 6   | -   | -   |
| 4e         | Johnny Herbert           | 45     | -   | 3   | -   | 6   | 3   | -   | -   | 10  | 3   | 3   | -   | 10  | -   | 2   | 1   | 4   | -   |
| 5e         | Jean Alesi               | 42     | 2   | 6   | 6   | -   | -   | 10  | 2   | 6   | -   | -   | -   | -   | 2   | 6   | 2   | -   | -   |
| 6e         | Gerhard Berger           | 31     | 4   | 1   | 4   | 4   | 4   | -   | -   | -   | 4   | 4   | -   | -   | 3   | -   | 3   | -   | -   |
| 7e         | Mika Häkkinen            | 17     | 3   | -   | 2   | -   | -   | -   | -   | -   | -   | -   | -   | 6   | -   | -   |     | 6   | -   |
| 8e         | Olivier Panis            | 16     | -   | -   | -   | 1   | -   | 3   | -   | 3   | -   | 1   | -   | -   | -   | -   | -   | 2   | 6   |
| 9e         | Heinz-Harald Frentzen    | 15     | -   | 2   | 1   | -   | 1   | -   | -   | 1   | -   | 2   | 3   | 4   | 1   | -   | -   | -   | -   |
| 10e        | Mark Blundell            | 13     | 1   | -   |     |     | 2   | -   | -   | 2   | -   | -   | 2   | 3   | -   | -   | -   | -   | 3   |
| 11e        | Rubens Barrichello       | 11     | -   | -   | -   | -   | -   | 6   | 1   | -   | -   | -   | 1   | -   | -   | 3   | -   | -   | -   |
| 12e        | Eddie Irvine             | 10     | -   | -   | -   | 2   | -   | 4   | -   | -   | -   | -   | -   | -   | -   | 1   | -   | 3   | -   |
| 13e        | Martin Brundle           | 7      |     |     |     | -   | -   | -   | 3   | -   |     | -   | 4   | -   | -   | -   |     |     | -   |
| 14e        | Gianni Morbidelli        | 5      | -   | -   | -   | -   | -   | 1   | -   |     |     |     |     |     |     |     | -   | -   | 4   |
| 15e        | Mika Salo                | 5      | -   | -   | -   | -   | -   | -   | -   | -   | -   | -   | -   | 2   | -   | -   | -   | 1   | 2   |
| 16e        | Jean-Christophe Boullion | 3      |     |     |     |     | -   | -   | -   | -   | 2   | -   | -   | 1   | -   | -   | -   |     |     |
| 17e        | Aguri Suzuki             | 2      | -   | -   | -   |     |     |     |     |     | 1   |     |     |     |     |     | -   | -   |     |
| 18e        | Pedro Lamy               | 1      |     |     |     |     |     |     |     |     |     | -   | -   | -   | -   | -   | -   | -   | 1   |
| 19e        | Pierluigi Martini        | 0      | -   | -   | -   | -   | -   | -   | -   | -   | -   |     |     |     |     |     |     |     |     |
| 20e        | Ukyo Katayama            | 0      | -   | -   | -   | -   | -   | -   | -   | -   | -   | -   | -   | -   | -   |     | -   | -   | -   |
| 21e        | Pedro Diniz              | 0      | -   | -   | -   | -   | -   | -   | -   | -   | -   | -   | -   | -   | -   | -   | -   | -   | -   |
| 22e        | Massimiliano Papis       | 0      |     |     |     |     |     |     |     | -   | -   | -   | -   | -   | -   | -   |     |     |     |
| 23e        | Luca Badoer              | 0      | -   | -   | -   | -   | -   | -   | -   | -   | -   | -   | -   | -   | -   | -   | -   | -   | -   |
| 24e        | Taki Inoue               | 0      | -   | -   | -   | -   | -   | -   | -   | -   | -   | -   | -   | -   | -   | -   | -   | -   | -   |
| 25e        | Andrea Montermini        | 0      | -   | -   | -   | -   | -   | -   | -   | -   | -   | -   | -   | -   | -   | -   | -   | -   | -   |
| 26e        | Bertrand Gachot          | 0      | -   | -   | -   | -   | -   | -   | -   | -   |     |     |     |     |     |     | -   | -   | -   |
| 27e        | Domenico Schiattarella   | 0      | -   | -   | -   | -   | -   |     |     |     |     |     |     |     |     |     |     |     |     |
| 28e        | Karl Wendlinger          | 0      | -   | -   | -   | -   |     |     |     |     |     |     |     |     |     |     |     | -   | -   |
| 29e        | Nigel Mansell            | 0      |     |     | -   | -   |     |     |     |     |     |     |     |     |     |     |     |     |     |
| 30e        | Jan Magnussen            | 0      |     |     |     |     |     |     |     |     |     |     |     |     |     |     | -   |     |     |
| 31e        | Jos Verstappen           | 0      | -   | -   | -   | -   | -   |     |     |     |     |     |     |     |     |     |     |     |     |
| 32e        | Roberto Moreno           | 0      | -   | -   | -   | -   | -   | -   | -   | -   | -   | -   | -   | -   | -   | -   | -   | -   | -   |
| 33e        | Gabriele Tarquini        | 0      |     |     |     |     |     |     |     |     |     |     |     |     |     | -   |     |     |     |
| 34e        | Jean-Denis Delétraz      | 0      |     |     |     |     |     |     |     |     |     |     |     |     | -   | -   |     |     |     |
| 35e        | Giovanni Lavaggi         | 0      |     |     |     |     |     |     |     |     | -   | -   | -   | -   |     |     |     |     |     |

## Classement des constructeurs
| Classement | Constructeurs      | Points | BRA | ARG | SMA | ESP | MON | CAN | FRA | GBR | ALL | HUN | BEL | ITA | POR | EUR | PAC | JAP | AUS |
| ---------- | ------------------ | ------ | --- | --- | --- | --- | --- | --- | --- | --- | --- | --- | --- | --- | --- | --- | --- | --- | --- |
| Champion   | Benetton-Renault   | 137    | -   | 7   | -   | 16  | 13  | 2   | 10  | 10  | 13  | 3   | 10  | 10  | 6   | 12  | 11  | 14  | -   |
| 2e         | Williams-Renault   | 112    | -   | 10  | 13  | 3   | 6   | -   | 10  | 4   | 6   | 16  | 6   | -   | 14  | 4   | 10  | -   | 10  |
| 3e         | Ferrari            | 73     | 6   | 7   | 10  | 4   | 4   | 10  | 2   | 6   | 4   | 4   | -   | -   | 5   | 6   | 5   | -   | -   |
| 4e         | McLaren-Mercedes   | 30     | 4   | -   | 2   | -   | 2   | -   | -   | 2   | -   | -   | 2   | 9   | -   | -   | -   | 6   | 3   |
| 5e         | Ligier-Mugen-Honda | 24     | -   | -   | -   | 1   | -   | 3   | 3   | 3   | 1   | 1   | 4   | -   | -   | -   | -   | 2   | 6   |
| 6e         | Jordan-Peugeot     | 21     | -   | -   | -   | 2   | -   | 10  | 1   | -   | -   | -   | 1   | -   | -   | 4   | -   | 3   | -   |
| 7e         | Sauber-Ford        | 18     | -   | 2   | 1   | -   | 1   | -   | -   | 1   | 2   | 2   | 3   | 5   | 1   | -   | -   | -   | -   |
| 8e         | Arrows-Hart        | 5      | -   | -   | -   | -   | -   | 1   | -   | -   | -   | -   | -   | -   | -   | -   | -   | -   | 4   |
| 9e         | Tyrrell-Yamaha     | 5      | -   | -   | -   | -   | -   | -   | -   | -   | -   | -   | -   | 2   | -   | -   | -   | 1   | 2   |
| 10e        | Minardi-Ford       | 1      | -   | -   | -   | -   | -   | -   | -   | -   | -   | -   | -   | -   | -   | -   | -   | -   | 1   |
| 11e        | Forti-Ford         | 0      | -   | -   | -   | -   | -   | -   | -   | -   | -   | -   | -   | -   | -   | -   | -   | -   | -   |
| 12e        | Pacific-Ford       | 0      | -   | -   | -   | -   | -   | -   | -   | -   | -   | -   | -   | -   | -   | -   | -   | -   | -   |
| 13e        | Simtek-Ford        | 0      | -   | -   | -   | -   | -   |     |     |     |     |     |     |     |     |     |     |     |     |

- Note : Benetton et Williams ont été disqualifiés lors du Grand Prix inaugural du Brésil pour utilisation de carburant non conforme à la réglementation de la Formule 1[3]. L'échantillon d'essence prélevé à l'issue de la course ne correspondait pas aux spécifications de l'échantillon témoin fourni à la FIA[4]. Les écuries ont fait appel de cette décision, ce qui a conduit à une annulation de la sanction concernant les pilotes qui ont conservé leurs points, mais un maintien de la pénalité pour les écuries. Benetton a ainsi perdu les 10 points de la victoire de Michael Schumacher et Williams les 6 points de la seconde place de David Coulthard, d'où une différence des résultats de ces écuries et des totaux des résultats de leurs pilotes[5],[6].